# Liste der Kulturdenkmale in Flintbek
In der Liste der Kulturdenkmale in Flintbek sind alle Kulturdenkmale der schleswig-holsteinischen Gemeinde Flintbek (Kreis Rendsburg-Eckernförde) und ihrer Ortsteile aufgelistet (Stand: 10. März 2025).

## Legende
In den Spalten befinden sich folgende Informationen:
- Objekt-ID: die Nummer des Kulturdenkmales
- Lage: die Adresse des Kulturdenkmales und die geographischen Koordinaten. Kartenansicht, um Koordinaten zu setzen. In der Kartenansicht sind Kulturdenkmale ohne Koordinaten mit einem roten Marker dargestellt und können in der Karte gesetzt werden. Kulturdenkmale ohne Bild sind mit einem blauen Marker gekennzeichnet, Kulturdenkmale mit Bild mit einem grünen Marker.
- Offizielle Bezeichnung: Bezeichnung des Kulturdenkmales
- Beschreibung: die Beschreibung des Kulturdenkmales
- Bild: ein Bild des Kulturdenkmales

## Sachgesamtheiten
| Objekt-ID      | Lage                                    | Offizielle Bezeichnung | Beschreibung | Bild                             |
| -------------- | --------------------------------------- | ---------------------- | --- | -------------------------------- |
| 40879 Wikidata | Dorfstraße (54° 14′ 16″ N, 10° 4′ 2″ O) | Kirche Flintbek        | Aktualisierung vorgesehen - Begründung: geschichtlich, künstlerisch, städtebaulich, Kulturlandschaft prägend - Schutzumfang: Kirche mit Ausstattung, Kirchhof, Grabmale bis 1870, Feldsteinwall / Granitböschung | weitere Fotos \| Fotos hochladen |

## Bauliche Anlagen
| Objekt-ID     | Lage                                            | Offizielle Bezeichnung | Beschreibung | Bild                             |
| ------------- | ----------------------------------------------- | ---------------------- | --- | -------------------------------- |
| 4051 Wikidata | Dorfstraße (54° 14′ 16″ N, 10° 4′ 2″ O)         | Kirche mit Ausstattung | Die Errichtung der Kirche geht auf eine 1223 erteilte Erlaubnis des Grafen Albrecht von Orlamünde zurück. In seiner jetzigen Form stammt das Gebäude der Kirche aus dem 14. Jahrhundert. Alteintragung (Aktualisierung vorgesehen) - Begründung: geschichtlich, künstlerisch, städtebaulich - Schutzumfang: gesamtes Objekt - Denkmaltyp: Bauliche Anlage, Sachgesamtheit: Kirche Flintbek | weitere Fotos \| Fotos hochladen |
| 2892 Wikidata | Freeweid 18 (54° 14′ 50″ N, 10° 3′ 50″ O)       | Wohnhaus               | Alteintragung (Aktualisierung vorgesehen) - Begründung: Alteintragung (Aktualisierung vorgesehen) - Schutzumfang: Alteintragung (Aktualisierung vorgesehen) - Denkmaltyp: Bauliche Anlage | Fotos hochladen                  |
| 7312 Wikidata | Hamburger Chaussee (54° 15′ 7″ N, 10° 3′ 17″ O) | Vollmeilenstein        | Alteintragung (Aktualisierung vorgesehen) - Begründung: geschichtlich, wissenschaftlich, Kulturlandschaft prägend - Schutzumfang: gesamtes Objekt - Denkmaltyp: Bauliche Anlage | Fotos hochladen                  |
| 7747 Wikidata | Hörn 3 (54° 14′ 54″ N, 10° 3′ 32″ O)            | Bordesholmer Haus      | Alteintragung (Aktualisierung vorgesehen) - Begründung: geschichtlich, wissenschaftlich, Kulturlandschaft prägend - Schutzumfang: Bordesholmer Haus, Lindenreihen - Denkmaltyp: Bauliche Anlage | BW                               |
| 7749 Wikidata | Hörn 6 (54° 14′ 54″ N, 10° 3′ 28″ O)            | Haupthaus              | Fachhallenhaus; 1838; eingeschossiger Fachwerkbau mit Reetdach, ehem. Wirtschaftsteil mit Grootdör, Rautenfachwerk und dreifach vorkragendem (Bordesholmer) Giebel - Begründung: geschichtlich, städtebaulich, Kulturlandschaft prägend - Schutzumfang: gesamtes Objekt - Denkmaltyp: Bauliche Anlage                                                                                      | BW                               |
| 2839 Wikidata | Mühlenberg 19 (54° 14′ 58″ N, 10° 3′ 23″ O)     | Fachhallenhaus         | Alteintragung (Aktualisierung vorgesehen) - Begründung: Alteintragung (Aktualisierung vorgesehen) - Schutzumfang: Alteintragung (Aktualisierung vorgesehen) - Denkmaltyp: Bauliche Anlage | Fotos hochladen                  |

## Gründenkmale
| Objekt-ID      | Lage                                    | Offizielle Bezeichnung | Beschreibung | Bild            |
| -------------- | --------------------------------------- | ---------------------- | --- | --------------- |
| 22124 Wikidata | Dorfstraße (54° 14′ 17″ N, 10° 4′ 2″ O) | Kirchhof               | Alteintragung (Aktualisierung vorgesehen) - Begründung: geschichtlich, Kulturlandschaft prägend - Schutzumfang: Kirchhof, Grabmale bis 1870, Feldsteinwall / Granitböschung - Denkmaltyp: Gründenkmal, Sachgesamtheit: Kirche Flintbek | Fotos hochladen |

## Quelle
- Liste der Kulturdenkmale in Schleswig-Holstein – Kreis Rendsburg-Eckernförde

- Karte mit allen Koordinaten:
- OSM |
- WikiMap